# 湖泥
『湖泥』（こでい）は、横溝正史の短編推理小説。「金田一耕助シリーズ」の一つ。1953年（昭和28年）『オール讀物』1月号で発表された。角川文庫『人面瘡』（ISBN 978-4-04-130497-6）、角川文庫『貸しボート十三号』（ISBN 978-4-04-112353-9）に収録されている。
1996年に『呪われた湖』のタイトルでドラマ化され、TBS系列で放送された。また、2025年にはNHK-BSの『シリーズ・横溝正史短編集』で放送された。

## あらすじ
大阪まで来たついでに岡山まで足をのばした金田一は、磯川警部が出張していると聞き、あとを追いかけて山陽線のK駅から1里あまり奥へ入った一僻村へやってきた。そこは三方を山に取り囲まれた治水ダム湖にあらかた沈んだ村で、「北神家」「西神家」という2大勢力が反目しあっていた。最近では御子柴家の娘・由紀子を巡って両家の跡取り息子である浩一郎と康雄が争っており、浩一郎と由紀子の婚約が整ったところへ西神家から横槍が入ったところであった。そんな中で由紀子が失踪し、磯川警部が捜査に来ていたのである。
金田一が訪れる5日前の10月12日、旧暦9月十三夜の晩に、由紀子は女友達4人と共に隣村の祭りへ行ったが、気分が悪いと言っており、そのうち姿が見えなくなっていた。この晩、隣村へ山すそを回っていく道は人通りが途切れることが無かったにもかかわらず、由紀子を目撃した者は無かった。山越えの近道には人通りは無く、通ったと唯一証言した九十郎は酔っていたとはいえ特に何も気付かなかったという。康雄は泥酔して隣村の親戚宅に泊まっており、浩一郎は祭りへ行かずに山越えの道の登り口にある水車小屋で米を搗いていた。
12日には村長夫人も姿を消していた。しかし、村長は夫人が大阪へ遊びに行っていると言ったと思うと、それを翻して転地療養していると言ったりして、具体的な行方を明らかにしようとしなかった。
10月14日になって、由紀子の弟・啓吉が、浩一郎が由紀子を12日の晩に水車小屋へ呼び出す手紙を自宅の庭で見つけたが、13日の夕立で濡れた形跡が無かった。また内容は浩一郎の筆跡ではなく、浩一郎は手紙を書いたことも由紀子がやってきたことも否定した。一方で水車小屋の筵じきの板の間から由紀子が持っていた紙入れが発見されたが、13日に水車小屋を使った勘十は紙入れがあったことを否定したうえ、板の間に置いてある枕に女の髪が残っていたので由紀子が前日に浩一郎に逢いに来ていたと考えたと証言した。
14日の夕刻には由紀子の下駄が、15日には帯が発見されており、由紀子の死体が湖に沈んでいることが予想された。湖の水位は好天続きで低下していて13日の夕立でも回復しきれておらず、水門が閉ざされているため死体が下流へ流れていることは考えられないため、警察は湖内で死体を捜し続けていた。ボートの上で説明を受けながら湖を見ていた金田一は、集落から離れたところにある小屋に烏が集まっていることに気付く。それは九十郎の自宅であり、急行した磯川警部たちは由紀子の死体を発見した。
由紀子の死体には左目が無かった。金田一はそれが死後に抉られたものではなく、元々義眼を填めていたことを指摘する。そこへ戻ってきた九十郎は、13日の夕立のあと湖水に浮いていた死体を拾い上げ、手放すのが惜しくなってそのまま置いていたと供述する。死体に巻きついていた荒縄は捨て、着物は蘇生を試みるため脱がせたといい、柳行李にまとめて押し込まれていた。金田一は集まっていた野次馬の中に居た勘十から、12日の水車当番を交替したのが浩一郎からの提案だったこと、13日の段階で水車小屋から石臼が紛失していたこと、義眼らしきものには気付かなかったことを聞き出す。
そのあと、由紀子が山越えの道を水車小屋へ向かうのを目撃したと儀作が申し出る。水車小屋に居た浩一郎が疑われると思って黙っていたが、九十郎が逮捕されたので話すことにしたという。山へ入る前に浩一郎の姿には気付かなかったが、帰りには確かに居たとも証言した。
状況が不利になってきた浩一郎だが、外から見えないところで寝ていたかもしれないが、水車小屋からは一歩も出なかった、そして由紀子は来なかったとの主張を変えなかった。金田一は、浩一郎が実際には水車小屋を離れていて、そのことを知られたくない事情がある、そして犯人は浩一郎が水車小屋を離れることを知ったうえで由紀子を呼び出したと指摘し、村長夫妻と康雄の当日の行動を詳しく調べるようアドバイスする。また、由紀子を呼び出した手紙に一度開封された痕跡があることを発見する。
翌18日の朝、磯川警部宅に宿泊して朝寝坊し、遅れて村へ向かっていた金田一は、K署の捜査本部へ急行する顔見知りの刑事から村長夫人の死体が発見されたことを聞く。場所は壁に使う赤土の採取場でK市へ通じる間道沿いにあり、絞殺されていて1万6千円ほどが入った紙入れは盗られていなかった。そして死体発見場所の近くには義眼が落ちていた痕跡があった。
村長は、祭りでは隣村でゆっくりしていくつもりだったが、夫人の密通を密告する手紙を受け取り、急いで帰宅すると家出した形跡があったと証言した。当初は大阪の姉のところへ行ったと思っていたが、18日になって来ていないとの返事があったという。
翌朝も磯川警部宅で朝寝坊した金田一が村の駐在所へ着くと、由紀子を呼び出した手紙が自分の筆跡であると知られた康雄が取り調べられていた。警察の調べによると、康雄は当日の8時半ごろまで祭りに居たことは確認できているが、そのあと隣村の青年団の幹事が喉自慢に出てもらおうと探したが見つからず、12時ごろに青い顔をして現れてめちゃめちゃに酒を飲みだしていた。康雄は村長夫人に唆され、由紀子を力づくで自分のものにするために呼び出したと供述する。そして、そのときに村長夫人の密通相手が浩一郎だと聞かされていた。村長夫人は浩一郎を水車小屋から呼び出して不在にさせている間に、浩一郎を訪ねてきた由紀子を康雄に犯させ、縁談を破談にしようとしたのである。しかし、康雄は祭りの振舞い酒でいつになく泥酔してしまって水車小屋へ着く前に眠ってしまったうえ、眠っている間に道から離れたところへ移動させられており、目が覚めて慌てて水車小屋へ行くと浩一郎が戻っていたので、祭りへ戻ったという。
康雄を帰したあと連れられてきた浩一郎に、金田一は浩一郎が由紀子の死体を湖に沈めたことを指摘し、全てを話すよう促す。村長夫人に呼び出されて8時40分ごろ水車小屋を離れた浩一郎は9時55分ごろに戻り、しばらく気付かずに米を搗いていたが、由紀子の死体に気付いて一旦船の中に隠した。そのあと、通りかかった九十郎と話したりしながら米搗きを続けて1時ごろに終え、船で死体を運んだのである。
金田一は九十郎を呼び出し、隠していたものを発見したと告げて反応を確認する。そして、村で孤立した立場に居て「岡目八目」で村内の諸々を冷静に観察していた九十郎が、由紀子を呼び出す手紙を村長夫人から預かったあと一旦開封して読み、その計画を利用して村に復讐しようとしたと指摘する。康雄を眠らせて林の中へ移動させ、由紀子を殺害したあと村長夫人を訪ね、密通を村長に知られたと言って身を隠すよう唆し、間道へ連れ出して殺害した。このとき由紀子から取り出した義眼を一緒に埋めておいたが、夕立の後に改めて掘り出した。それは義眼を再び由紀子に填めるためであり、浮き上がってきた由紀子の死体を弄ぼうとした九十郎が村長夫人殺害犯であることを示している。そこまで説明した金田一は義眼を示し、暴れようとした九十郎は取り押さえられる。
事件終結後、磯川警部による慰労の宴に招待された金田一は、九十郎には今回の事件のものとは別の義眼を示して罠にかけたことを打ち明け、九十郎の小屋の再捜索を依頼する。

## 登場人物
金田一耕助（きんだいち こうすけ）
私立探偵。
磯川常次郎
岡山県警警部。
御子柴由紀子（みこしば ゆきこ）
浩一郎の婚約者。戦後、両親と弟との4人で上海から引き揚げてきた。鄙には稀なというような器量の持ち主。
御子柴啓吉
由紀子の弟。
北神浩一郎（こういちろう）
北神家の跡取り息子。身長5尺8寸くらいのがっしりした体格で色が白い。
西神康雄（やすお）
西神家の跡取り息子。浩一郎にくらべると柄も小さく色もくろく、ひねこびれて狡猾そうなところがある。
北神九十郎
満州からの引揚者。引き揚げ中に梅毒をうつされた妻を引き揚げ後に亡くし、一人暮らし。北神家との血縁関係の詳細は不明。
勘十
村の青年。水車の当番を浩一郎と交替していた。
儀作
村の老人。薪とりに山へ入ったときに、山越えの道を水車小屋へ向かう由紀子を目撃していた。
志賀恭平
村長。61歳（数え年）の還暦。戦前に大阪で私立女学校を経営していたが、教師の秋子に手をつけ、当時の妻を離別して再婚、学校経営から手を引き郷里に山を買って戦争中は疎開、前任者が公職追放になったのを引き継いで村長になっていた。
志賀秋子
村長の後妻。32 - 3歳くらいの美人。
清水
村の駐在巡査。ニキビ顔で金太郎のような童顔。なお、『獄門島』に出てきた「清水巡査」とは同姓同階級の別人。
木村
刑事。

## テレビドラマ

### 1996年版
『名探偵・金田一耕助シリーズ22・呪われた湖』は、TBS系列で1996年1月2日に放送された。
- 1955年（昭和30年）の事件という設定であり、原作で明らかでない村の名前を「鬼頭（おにがみ）村」としている。ダム建設で村の多くが沈んだ設定は、旱魃による水争いに替えられている。
- 原作で明らかでない北神家当主の名は龍蔵、西神家当主の名は順三である。順三は村長だが、元県会議長で政治力がある龍蔵の甥・恭平が村長の座を狙っている。九十郎は北神姓ではなく菅原姓となっている。
- 秋子は村長夫人ではなく龍蔵つきの通いの保健婦である。事件発生前に金田一は鳥取砂丘で秋子に遭遇している。鳥取には秋子の両親が水争いのあおりで自殺に追い込まれたあと養女に出された姉・かをるがいたが、1週間前に死んでいた。
- 由紀子は義眼ではなく、5歳のときの熱病のため髪がなく鬘をかぶっている。由紀子を呼び出すよう康雄を唆したのは九十郎で、手紙を託されて不審に思った秋子が内容を確認し、企みに乗じて由紀子を殺害した。浩一郎が婚約者・由紀子の死体を湖に沈めた設定は原作通り。
- 秋子は赤ん坊の頃から世話をしている浩一郎といつしか愛し合うようになり、龍蔵への復讐のため由紀子と恭平を殺害、犯行に気づいて強請ってきた九十郎も殺害した。

キャスト
- 金田一耕助 - 古谷一行
- 志賀秋子 - 多岐川裕美
- 北神浩一郎 - 石橋保
- 北神龍蔵 - 室田日出男
- 北神恭平 - 金子研三
- 御子柴八重 - 鰐淵晴子
- 御子柴由紀子 - 白石ひとみ
- 西神順三 - 田畑猛雄
- 西神康雄 - 根津修平
- 菅原九十郎 - 立川三貴
- 木村刑事 - 嵯峨周平
- 清水巡査 - 宮川浩
- 河合警部 - 谷啓

スタッフ
- 脚本 - 中村努
- 監督 - 原田真治

### 2025年版
NHK-BSの「シリーズ・横溝正史短編集 第4弾『金田一耕助 悔やむ』」の第3回として、2025年3月28日にNHK BS8K、4月19日にNHK BS4K、5月22日にNHK BSプレミアムで放送された。
大幅に省略している部分が多々あるが、基本的に原作に忠実である。「invisible man（見えざる男）」である北神九十郎による一連の犯罪関連行動が画面に映っているが、そのことに気づきにくいような映像にしている。
キャスト
- 金田一耕助 - 池松壮亮
- 志賀恭平 - 嶋田久作
- 志賀秋子 - 夏帆
- 磯川警部 - くっきー!
- 北神九十郎 - 宇野祥平
- 清水巡査 - 濱田龍臣
- 北神浩一郎 - 井之脇海
- 西神康雄 - こだまたいち
- 木村 - 片岡哲也
- 御子柴由紀子 - ジュリアンヌ

スタッフ
- 演出 - 渋江修平